# Andrographis atropurpurea
Andrographis atropurpurea là một loài thực vật có hoa trong họ Ô rô. Loài này được (Dennst.) Alston mô tả khoa học đầu tiên năm 1977.

## Hình ảnh

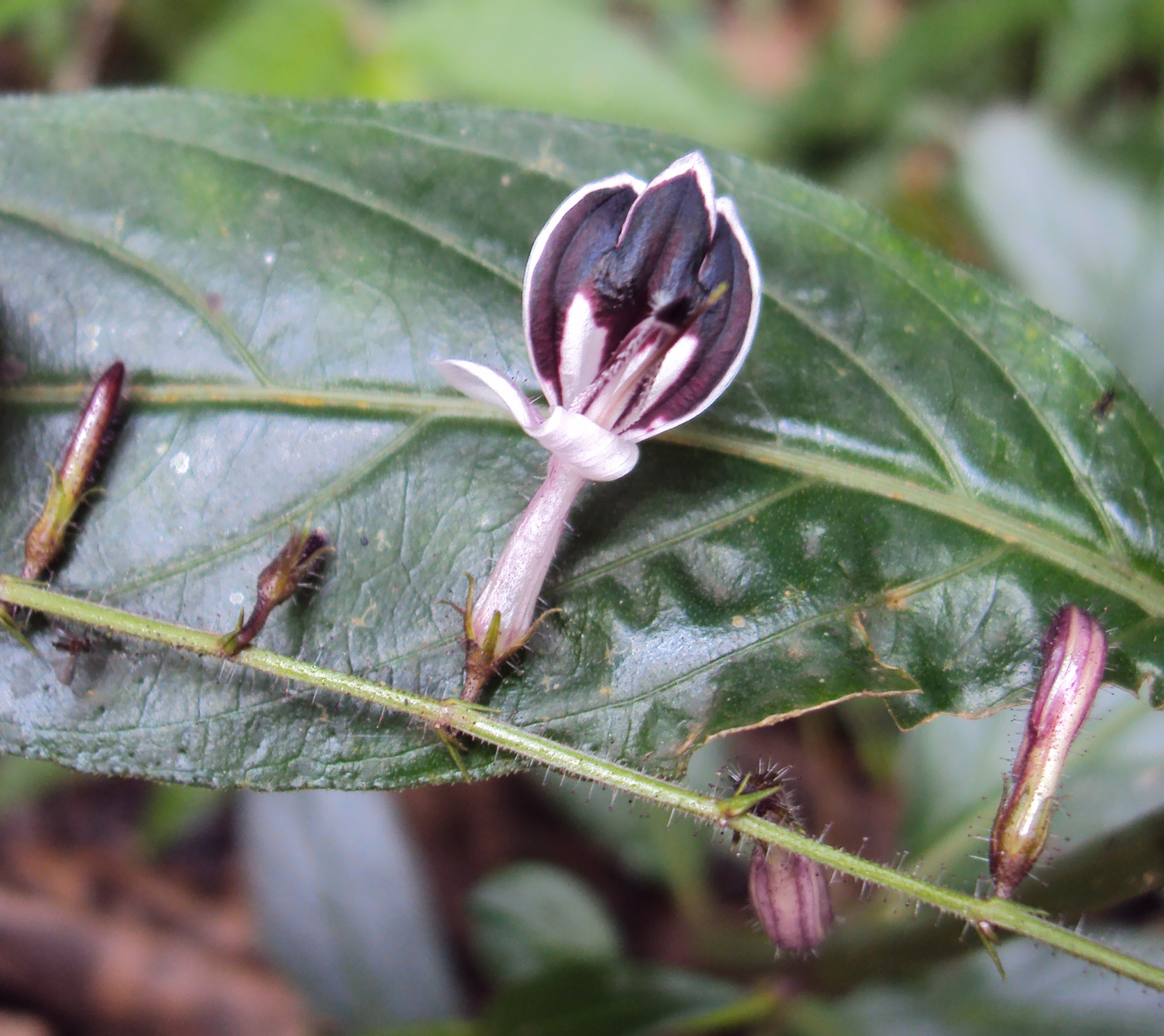
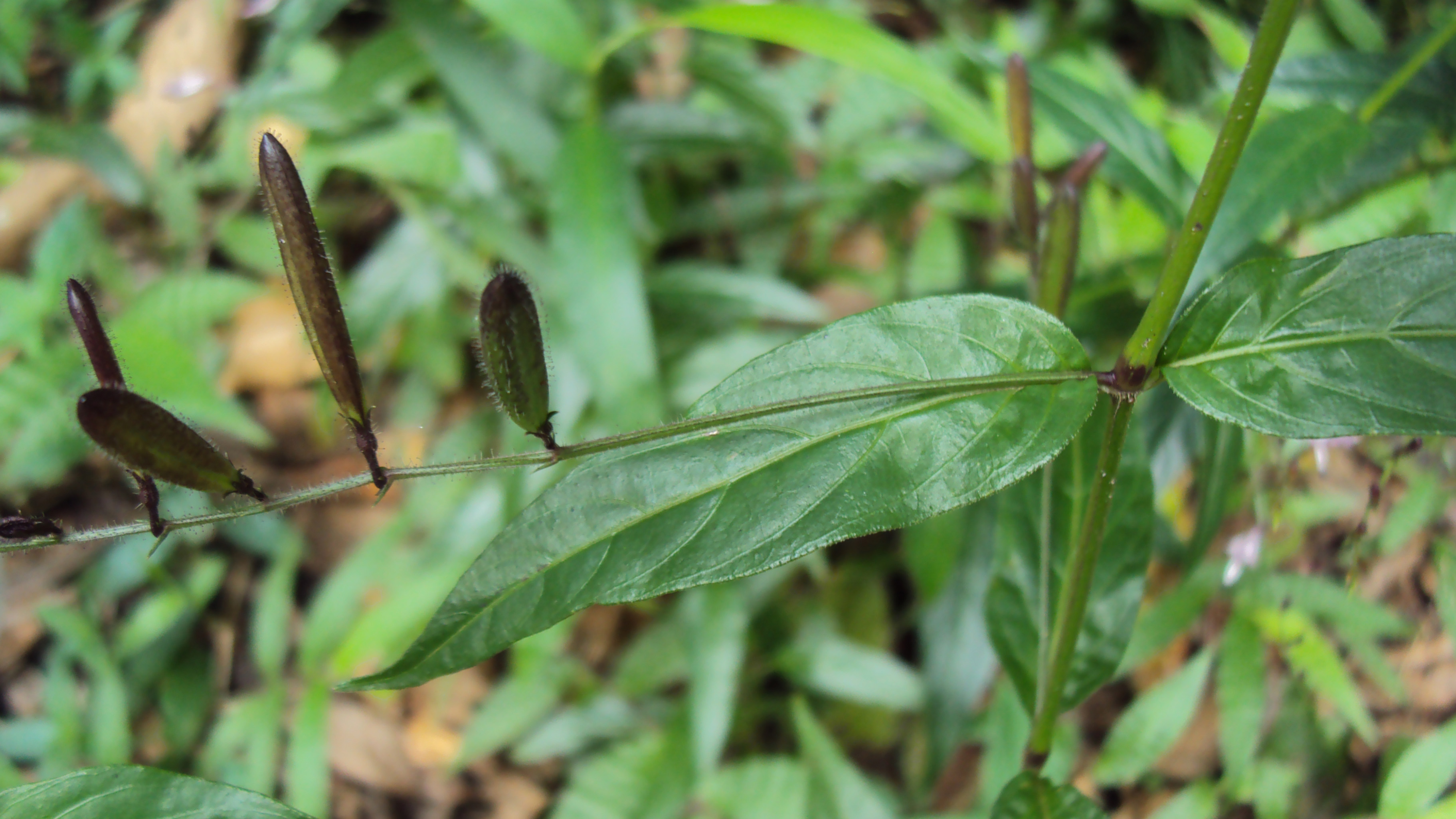